# آندری بات
آندری بات (استونیایی: Andrey Batt؛ زادهٔ ۶ اوت ۱۹۸۵) هنرپیشه، تهیه‌کننده فیلم، خواننده رپ اهل روسیه است.
وی بازیگر فیلم‌هایی همچون مردگان متحرک، کشتن و موجه بوده است.